# گاوریلوف-یام
شهر گاوریلوف-یام (به روسی: Гаврилов-Ям) در کشور روسیه و در اوبلاست یاروسلاول واقع شده‌است.